# Burg Limburg (Hessen)
Die Burg Limburg, auch Limburger Schloss genannt, ist eine mittelalterliche Felsenburg in Limburg an der Lahn im hessischen Landkreis Limburg-Weilburg.

## Lage

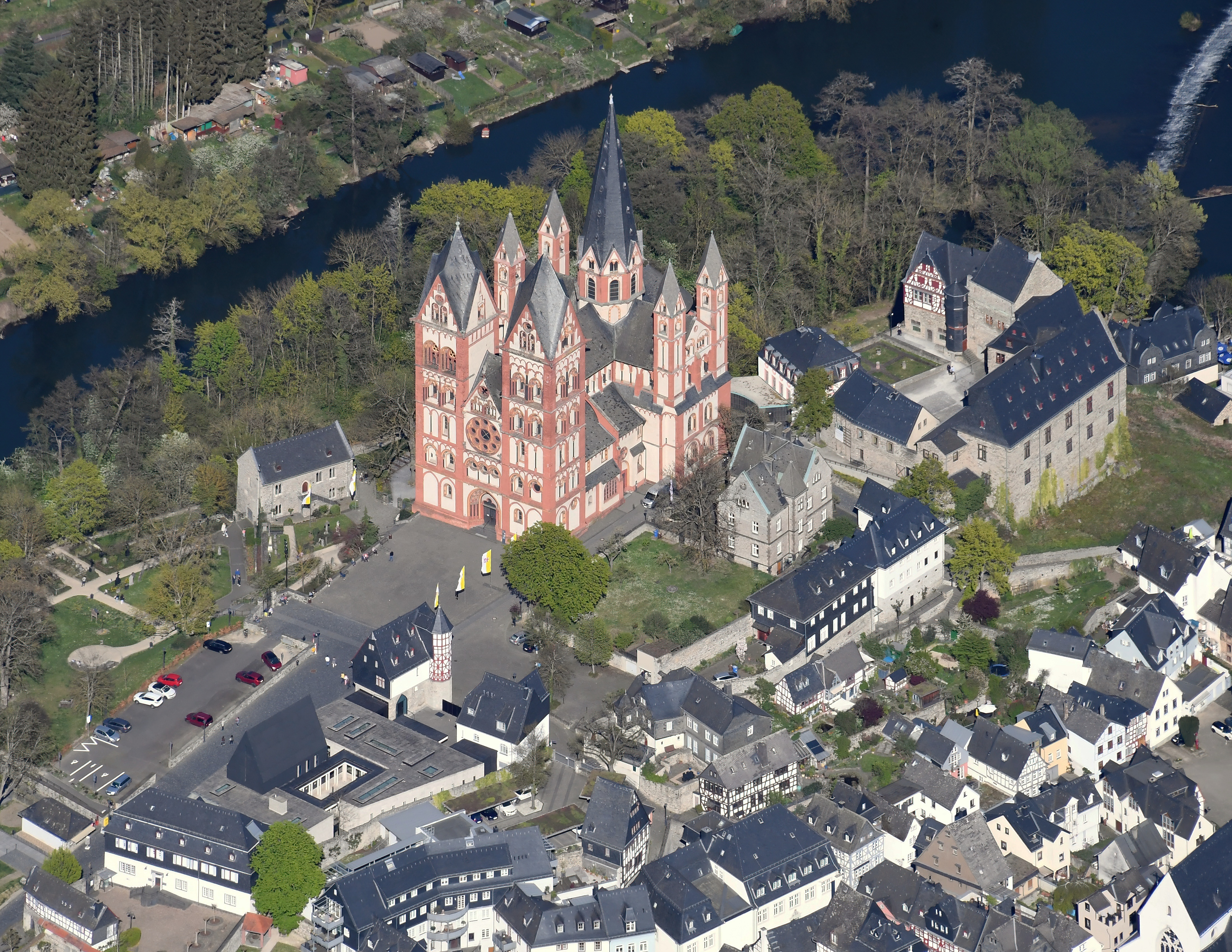
Die Burg Limburg (rechts im Bild) liegt direkt südöstlich des Limburger Doms

Die Burg befindet sich hinter dem Limburger Dom auf einem Kalkfelsen, dem sogenannten Domberg, hoch über der Lahn und überragt die Altstadt von Limburg.

## Geschichte
Funde auf dem Limburger Domberg lassen darauf schließen, dass dieser bereits um 500 v. Chr. eine keltische Siedlung trug. Ihr Zentrum lag auf dem heutigen Domplatz. Seit der Merowingerzeit, spätestens aber um das Jahr 800, gab es dort eine Burganlage, die als Straßensicherung an einem Lahnübergang diente. Im 9. Jahrhundert residierten dort die Gaugrafen im Auftrag der fränkischen Könige und im 10. Jahrhundert war die Anlage im Besitz der Konradiner, die im Jahr 910 das Stift St. Georg, den heutigen Dom, innerhalb der Festung „Limburc“ gründeten. Bis ins 13. Jahrhundert diente die Burganlage auch als Wohnort der Kanoniker des Stiftes. Ab dem 13. Jahrhundert nahm der Ostteil der Burganlage als Wohnung der Herren von Limburg schlossähnliche Züge an. Der Rest der Anlage diente den Burgmannen als Wohnsitz und war mit verschiedenen Höfen und Türmen bebaut.
Nach dem Aussterben der Konradiner fiel das Schloss an das Haus Isenburg, das die Linie Limburg bildete, und im 14. Jahrhundert an Kurtrier, das es an die Grafen von Leiningen, an die Herren von Ysenburg und im 16. Jahrhundert an die Landschad von Steinach verlehnte. Die Burg diente als Verwaltungsmittelpunkt für Limburg und die umliegenden kurtrierischen Besitzungen. 1712 wurde eine hölzerne Wasserleitung zum Schloss verlegt.
1802 fiel die Burg an Nassau-Weilburg, 1806 an das Herzogtum Nassau und 1866 an Preußen. Ab diesem Zeitpunkt stand sie in Teilen leer. Ab 1883 entstand zunächst im Saalbau eine Gewerbeschule, die sich in den folgenden Jahren auf weitere Teile der Burg ausdehnte. 1929 brannte der spätgotische Saalbau aus und wurde 1934 und 1935 rekonstruiert. 1945 übernahm das Land Groß-Hessen das Bauwerk.
Von 1905 bis 1976 war in der Petrus-Kapelle und in Nachbarräumen das Diözesanmuseum des Bistums Limburg, bis 1963 die Gewerbeschule und bis 2003 im Renaissancebau Teile des Instituts für Lehrerfortbildung des staatlichen Schulamtes Weilburg untergebracht.
1995 wollte das Land Hessen die Burg an einen privaten Investor verkaufen. Dies löste massiven öffentlichen Protest aus und führte unter anderem zur Gründung eines Fördervereins, der die Burganlage durch eine Stiftung sanieren und sichern will. 2000 kaufte die Stadt Limburg die Anlage für den symbolischen Preis von 1 DM.

## Förderverein Limburger Schloss e. V.
1995 gründeten 23 Bürger diesen Verein mit dem Ziel, eine Privatisierung des Schlosses zu verhindern und ein Wahrzeichen der Stadt den Bürgern in öffentlichem Besitz und Zugang zu erhalten. Dies geschah durch den Ankauf des Schlosses durch die Stadt Limburg vom Land Hessen. Der Verein setzt sich für seinen Erhalt und seine Pflege ein, zusammen mit der historischen Altstadt. Ebenso betreibt er Forschungen zur Geschichte und Verbreitung der Erkenntnisse daraus durch Vorträge, Veranstaltungen, Berichte und Schriften wie Chroniken und eine Schlossgeschichte. Ziel ist es auch, neben der heutigen Nutzung durch das Stadtarchiv und der Musik- und Chorarbeit des Bistums Limburg ein Museum im Schloss zu präsentieren. Der Förderverein hat dazu eine Stiftung „Schloss Limburg“ bei der gemeinnützigen „Deutschen Stiftung Denkmalschutz“ errichtet.

## Heutige Nutzung
Heute dienen einige Räume als Stadtarchiv. Darüber hinaus hatten die katholische italienische und die portugiesische Kirchengemeinde Limburg dort bis 2020 ihre Räume. Einige Räume werden von der Dommusik des Bistums von Limburg sowie zu Tonaufnahmen genutzt.
2003 stellte die Stadt Limburg ein Nutzungskonzept vor, das die Einrichtung eines Stadtmuseums vorsah. Zunächst mussten jedoch die zum Teil erheblichen Bauschäden beseitigt werden. Am stärksten war der sogenannte Renaissancebau im Nordosten der Anlage betroffen. Der Untergrund war dort instabil, so dass die Nordostecke langsam absackte und Risse im Mauerwerk entstanden. Auch das Dach des Renaissancebaus wies Schäden auf. 2009 begannen Arbeiten zur Festigung des Untergrunds, im folgenden Jahr Arbeiten an der gesamten südöstlichen Gebäudezeile. Die übrigen, nach 1929 entstandenen Gebäude werden nicht saniert.

## Anlage

Blick in den Burghof in Richtung Südost. Von links: Renaissancebau, Wohnturm mit Kapelle und Saalbau

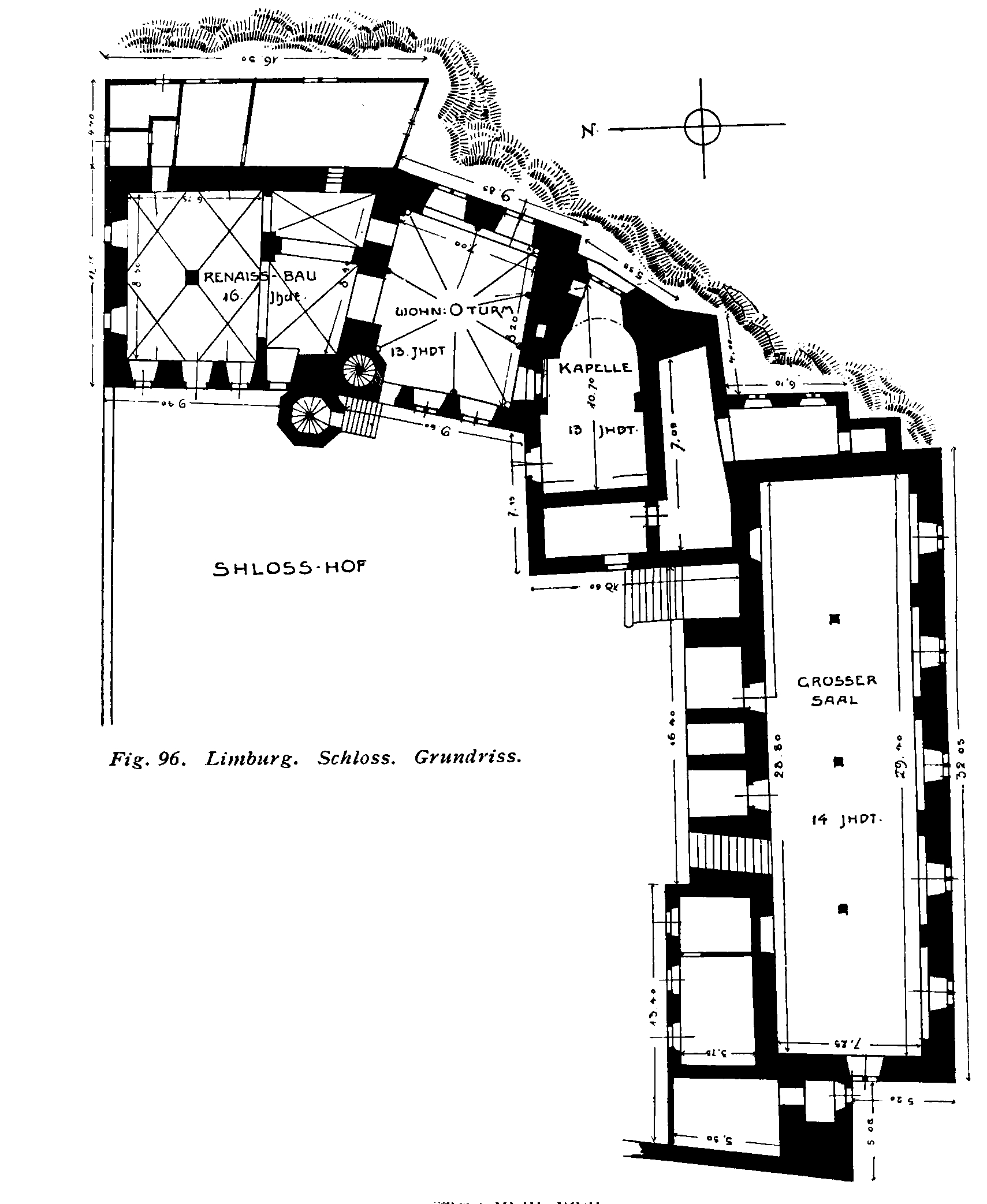
Grundriss

Die Burg besteht aus mehreren Gebäuden aus unterschiedlichen Epochen, die einen nach Norden zur Lahn hin offenen Hof umgeben. Der Bebauungsstand im Frühmittelalter lässt sich heute nicht mehr rekonstruieren. Der etwa 11 × 10,5 Meter messende Wohnturm wurde vermutlich um 1250 unter Gerlach I. von Limburg errichtet. Der Turm verfügt über einen Gewölbekeller und drei oberirdische Geschosse. Im Erdgeschoss befindet sich ein einstmals repräsentativer Saal mit einem neunteiligen Gratgewölbe auf Wandsäulen mit frühgotischen Laubkapitellen. Der zweite Saal im ersten Stock ist schlichter gestaltet. Das heutige Dach stammt aus dem Jahr 1652.
Südlich an den Wohnturm schließt sich die Kapelle St. Peter an, die im 11. Jahrhundert entstand und später erweitert wurde. Bei der für 1298 verbürgten „Stiftung“ handelt es sich lediglich um eine Umwidmung der älteren Kapelle, verbunden mit einer baulichen Umgestaltung. Die Kapelle ist damit der älteste erhaltene Teil der Burg. Der Altarraum ist schlicht gestaltet. Hervorstechend sind lediglich das dreiteilige gotische Maßwerkfenster, Ornamentmalereien in der Apsis und insbesondere ein frühgotisches, um 1300 entstandenes Wandgemälde an der Nordwand, das den heiligen Christophorus zeigt. Die untere Hälfte des Gemäldes wurde vermutlich im 19. Jahrhundert durch einen Türdurchbruch zerstört. 1534 entstand über der Kapelle ein Wohnbau.
Weiter südlich erhebt sich ein großer Saalbau, der nach 1379 entstand. Auffällig ist der mit 7,3 × 29 Metern ungewöhnlich große Saal im ersten Stock, der von einem entsprechend großformatigen spätgotischen Kamin dominiert wird. Die Südwand wird von fünf Fenstern in Rundbogennischen mit steinernen Kreuzstöcken und Hohlprofilen durchbrochen. Das Erdgeschoss wurde als Küche und später als Stall genutzt.

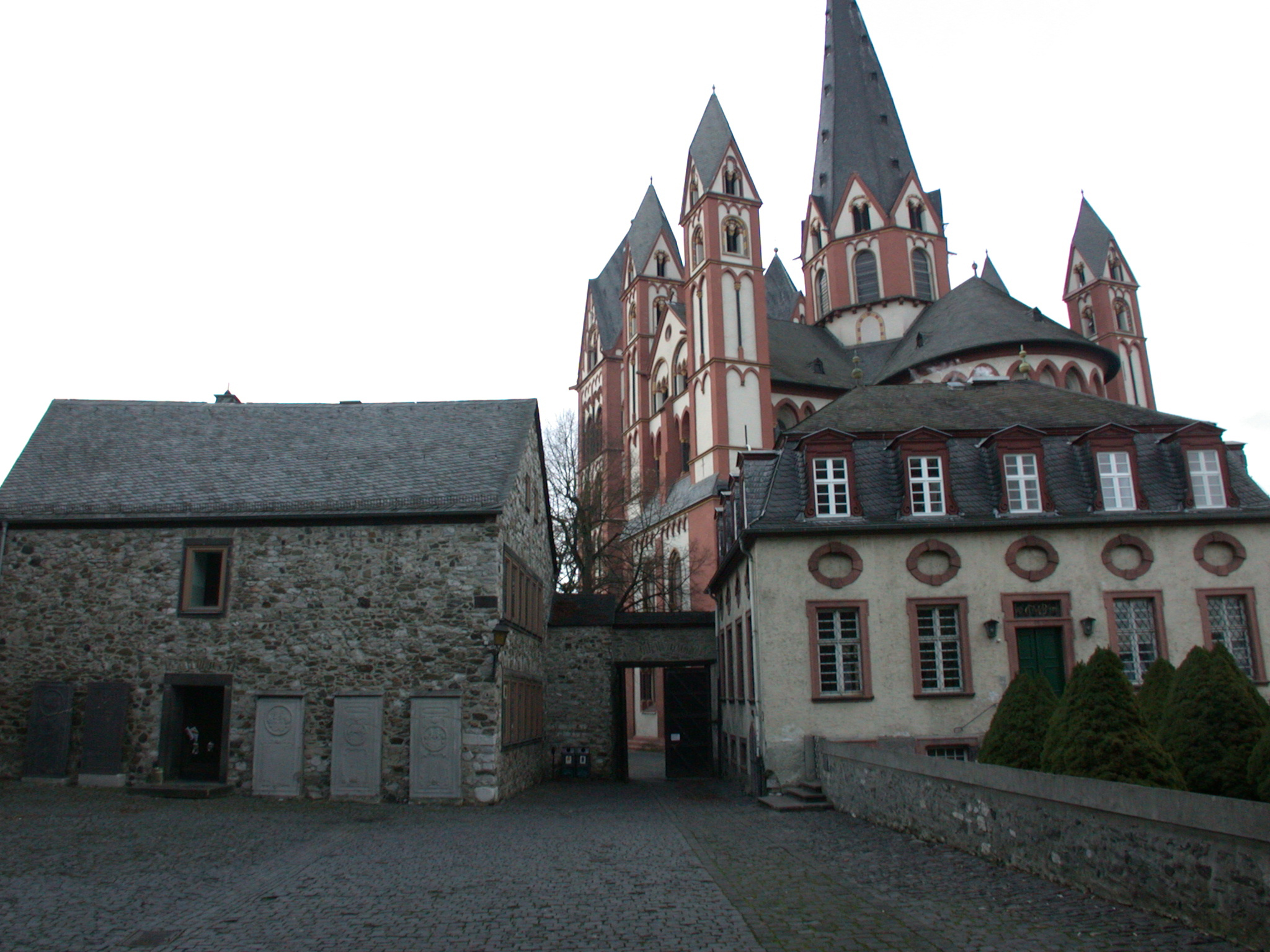
Blick in den Burghof in Richtung Nordwest. Von links: Wiederaufgebaute „Scheune“, Tor und Sakristei; im Hintergrund der Limburger Dom

Nördlich an den Wohnturm schließt sich der sogenannte Renaissancebau aus der Zeit um 1600 an. Über einem steinernen Untergeschoss erhebt sich ein Fachwerk mit fränkischen Erkern und geschweiften Giebeln. Vor dem Barockbau steht ein achteckiger, verschieferter Treppenturm mit einer hölzernen Wendeltreppe. Vor dem Eingang zum Erdgeschoss lag bis etwa 1800 der Schlossbrunnen, der durch eine Röhrenleitung gespeist wurde.
Die Südseite des Hofs wird von einem steinernen Vorbau geschlossen, auf dem eine Fachwerkkonstruktion mit zum Hof hin offenem Laubengang ruht. Es handelt sich um die Rekonstruktion des 1929 abgebrannten gotischen Saalbaus.
Im Westen wurde an die Reste der Schildmauer 1779 eine Scheune angebaut, die 1929 abbrannte und verändert als Schulgebäude wieder aufgebaut wurde. Zuvor befand sich in diesem Bereich wohl eine Vorburg mit mehreren Burgmannenhäusern. Nördlich schließen sich das Tor und dann ein Wohnhaus mit Walmdach aus dem Jahr 1720 an, das als kurtrierisches Kellereigebäude diente und heute die Sakristei des Doms beherbergt. Der Garten an der offenen Nordseite des Hofes wurde im 19. Jahrhundert angelegt. Um 1780 stand dort unter zwei Linden ein Sommerhäuschen. Ebenfalls um diese Zeit existierte vor dem Tor noch ein Graben mit einer Brücke.
Im Innenhof sind die Grabsteine mehrerer kurtrierischer Verwaltungsbeamten und Geistlichen des Stiftes aufgestellt.
Dem Limburger Chronisten Johann[es] Mechtel zufolge war der gesamte Bereich von einer Schildmauer mit mehreren Türmen und dem „Eulentor“ als einzigem Zugang umgeben. 1569 soll dieses Tor abgerissen worden sein. Von Schildmauer und Türmen sind heute nur noch geringe Reste vorhanden. Wann die Wehranlage abgebrochen wurde, ist unbekannt. In weiteren Abständen waren zwei zusätzliche niedrigere Mauern um Stift, Burg und Teile der Altstadt gezogen, die heute noch abschnittsweise sichtbar sind.